# Movimiento (relojería)

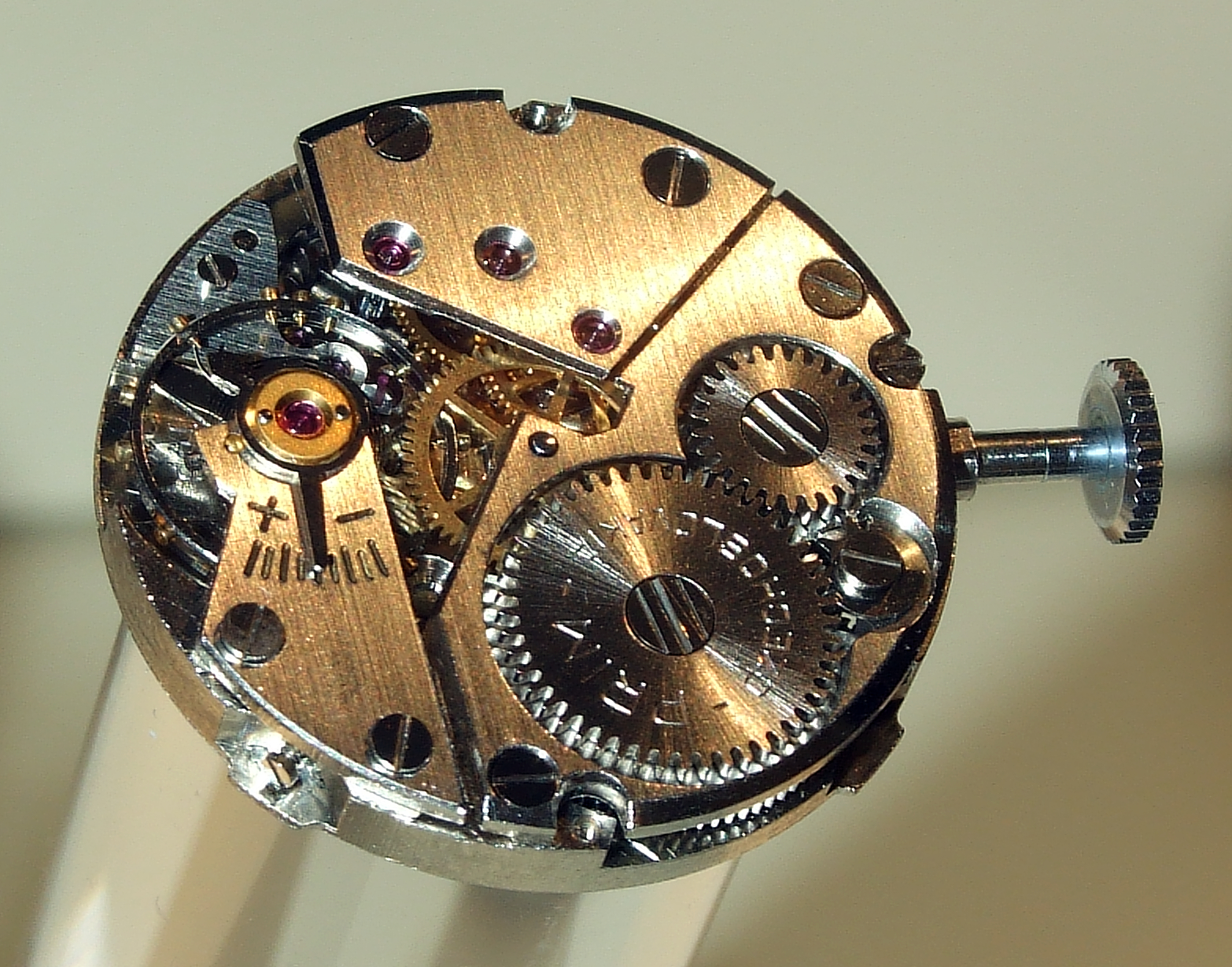
Movimiento de un reloj de pulsera checo

En cronometría, un movimiento, también conocido como calibre, es el mecanismo propiamente dicho de un reloj, a diferencia de la caja, que encierra y protege el movimiento, y de la esfera, que muestra la hora. El término se originó con los relojes mecánicos, cuyos mecanismos están hechos de muchas partes móviles. El movimiento de un reloj también se conoce como módulo.
En los relojes modernos producidos en masa, el mismo movimiento a menudo se inserta en muchos estilos diferentes de caja. Desde mediados del siglo XIX a mediados del siglo XX, al comprar un reloj de bolsillo de calidad, el cliente solía elegir un movimiento y una caja individualmente. Los movimientos mecánicos se ensucian y los lubricantes se secan, por lo que deben desmontarse, limpiarse y lubricarse periódicamente. Una fuente recomienda intervalos de mantenimiento de: 3-5 años para relojes de pulsera, 15-20 años para los relojes de pie, 10-15 años para relojes de pared o relojes de sobremesa, 15-20 años para los relojes de péndulo de torsión y 7 años para los relojes de cuco. Los intervalos más largos suelen corresponder a los relojes antiguos.

## Movimientos mecánicos
Un movimiento mecánico contiene todas las partes móviles de un reloj excepto las manecillas y, en el caso de los relojes de péndulo, también incluye el propio péndulo y las pesas motrices. El movimiento está formado por los siguientes componentes:
Fuente de energíaUn resorte motor o una pesa suspendida de un cordón enrollado alrededor de una polea. El resorte principal o polea tiene un mecanismo para permitir que se le dé cuerda, que incluye un trinquete para evitar que se desenrolle. El barrilete o polea tiene dientes de engranaje que impulsan la rueda central.
Tren de ruedasUn tren de ruedas es un sistema reductor de velocidad mecánico que transmite la fuerza de la fuente de energía al escape. Engranajes grandes conocidos como "ruedas" engranan con engranajes pequeños conocidos como "piñones". Las ruedas en un tren de marcha típico son la rueda central, la tercera rueda y la cuarta rueda. Un conjunto separado de ruedas, el mecanismo de movimiento, divide por 12 la velocidad de giro de la manecilla de los minutos para mover la manecilla de las horas. En los relojes de pulsera, otro conjunto de ruedas, el denominado  mecanismo sin llave, permite ajustar las manecillas.
EscapeUn escape es un mecanismo que permite que el tren de ruedas avance, o "escape" una cantidad fija con cada oscilación del volante o péndulo. Consiste en un engranaje llamado "rueda de escape" de la que se libera un diente cada vez mediante una palanca que se balancea hacia adelante y hacia atrás. Cada vez que la rueda de escape se mueve hacia adelante, también le da al péndulo o volante un impulso para mantenerlo en movimiento.
OsciladorEs el elemento de cronometraje, ya sea un péndulo o un volante regulador. El movimiento de péndulo oscila hacia adelante y hacia atrás, con un intervalo de tiempo constante y preciso entre cada oscilación, llamado el latido. Un movimiento de péndulo tiene un colgador de péndulo generalmente unido a un soporte resistente en la parte posterior, del cual está suspendido el péndulo y una "horquilla" que le da impulsos. El oscilador siempre tiene algún medio para ajustar la velocidad del reloj. Los péndulos generalmente tienen una tuerca de ajuste debajo de la péndola, mientras que los volantes tienen una palanca "reguladora" en el resorte regulador.

## Tipos de movimientos

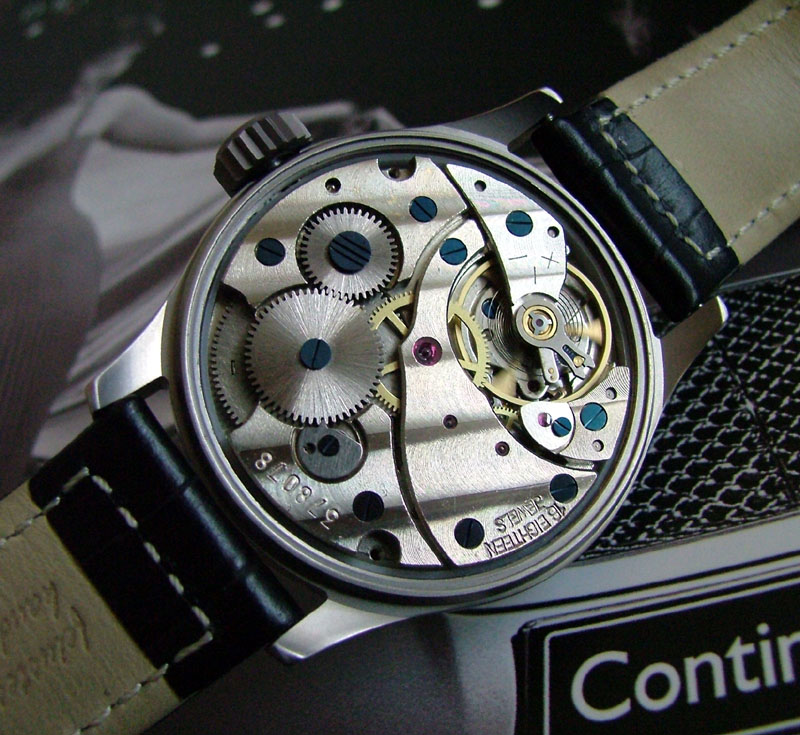
Un movimiento de reloj con puentes de diseño moderno

Los movimientos de reloj vienen en varias formas para adaptarse a diferentes estilos y formas de una caja, como redondo, tonel, rectangular, rectangular con esquinas achaflanadas, ovalado y baguette, y su tamaño se especifica en líneas o en milímetros. Cada movimiento de reloj específico se llama calibre. Las partes del movimiento se separan en dos categorías principales: los ébauches y los assortments.
En los mecanismos de los relojes, las ruedas y otras partes móviles están montadas entre dos placas, que se mantienen a una pequeña distancia entre sí mediante pilares para formar un marco rígido para el mecanismo. Una de estas placas, la placa frontal justo detrás de la esfera, siempre es circular, o tiene la misma forma y dimensiones que el mecanismo. La placa posterior tiene varias formas:
Movimiento de placa completaEn este diseño, utilizado en los primeros relojes de bolsillo hasta el siglo XVIII, la placa posterior también era circular. Todas las partes del reloj estaban montadas entre las dos placas, excepto el volante, que estaba montado en el exterior de la placa posterior, sujeto por un soporte llamado puente del volante.
Movimiento de placa de tres cuartosEn el siglo XVIII, para hacer que los mecanismos fueran más delgados, se cortó parte de la placa posterior para dejar espacio para el volante y el puente del volante.
Movimiento con puentesEn los mecanismos de los relojes modernos, la placa posterior se reemplaza por una serie de placas o barras, llamadas puentes. Esto facilita el mantenimiento del movimiento, ya que los puentes individuales y las ruedas que los sostienen se pueden quitar e instalar sin alterar el resto del movimiento. Los primeros movimientos con puentes, en los relojes de bolsillo suizos de alrededor de 1900, tenían tres puentes de barras paralelas para sostener las tres ruedas del tren de marcha. Este estilo se llama movimiento de tres dedos o de Ginebra.
Los movimientos de relojes mecánicos también se clasifican como manuales o automáticos:
Manual o de cuerda manualEn este tipo de movimiento, el usuario debe girar la corona periódicamente, a menudo a diario, para dar cuerda al resorte principal, almacenando energía para hacer funcionar el reloj hasta la siguiente vez que se le dé cuerda.
Automático o de cuerda automáticaEn un reloj automático (la mayoría de los relojes mecánicos que se venden hoy en día lo son), el resorte principal se enrolla automáticamente con los movimientos naturales de la muñeca del usuario mientras se usa, lo que elimina la necesidad de darle cuerda manualmente.
Además, a veces también se hace una distinción entre si el movimiento ofrece o no la posibilidad de llevar de golpe hasta cero la aguja de los segundos, con el fin de poder ajustar exactamente la hora con respecto a una señal de referencia.

## Calibre
En cronometría, el término calibre se refiere al mecanismo interno específico de un reloj, también conocido como movimiento. Aunque el término originalmente solo se usaba para referirse al tamaño de un movimiento, ahora se usa para designar un modelo específico (aunque el mismo calibre se puede usar en muchos relojes diferentes). Los diferentes fabricantes de relojes tienden a usar su propio sistema de identificación para numerar sus calibres.